# گرند سیلین (تگزاس)
گرند سیلین، تگزاس(به انگلیسی: Grand Saline, Texas) شهری در ایالت تگزاس از ایالات جنوبی ایالات متحده آمریکا است. در سرشماری سال ۲۰۰۰، جمعیت این شهر ۲۸۰۲ نفر اعلام شد.